# George Peppard

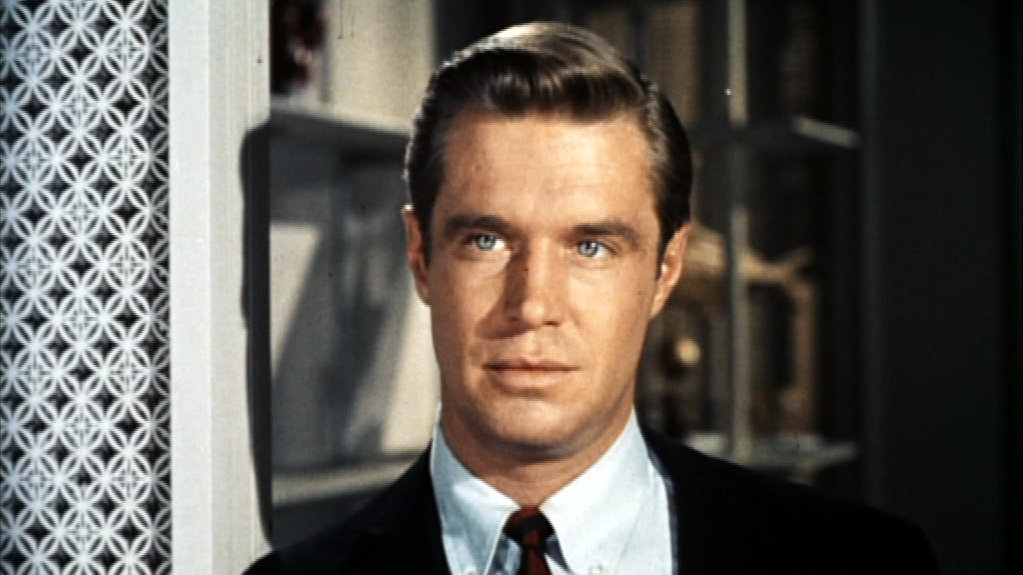
George Peppard

George Peppard (n. 1 octombrie 1928 – d. 8 mai 1994) a fost un actor american de film și TV.

## Filmografie selectivă
- 1979 Sub patru steaguri - Contro 4 bandiere
- 1980 Bătălie peste stele
- 1983-1987 The A-Team (TV Series)